# Omar Sey
Omar Baru Sey Ne Oumar Barou Sy (Kayes, 2 de febrero de 1941 – Banjul, 2 de marzo de 2018) fue un político gambiano, que ocupó la cartera del Ministerio de Asuntos Exteriores de Gambia de 1987 a 1994.

## Biografía
Sey fue uno de los ministros diplomáticos más educados y respetados que ha tenido Gambia. Se graduó de la Universidad de Pensilvania con un doctorado en Ciencias Políticas y fue uno de los primeros profesores africanos de dicha universidad. 
A su regreso a Gambia, le ofrecieron el puesto de Director de Deportes y Cultura Juvenil. También colaboró con la FIFA y la CAF, y trabajó codo con codo con Issa Hayatou, expresidente de la C.A.F., como su asistente. Posteriormente, su mejor amigo y primo, Ousainou Njai, hijo del empresario más exitoso de Gambia, lo convenció de entrar en política. Ousainou Njai era entonces director gerente del Banco Comercial y de Desarrollo de Gambia, donde se depositaba la mayor parte del patrimonio de su padre.
Como resultado, Omar Sey se incorporó a la política y se convirtió en ministro de Asuntos Exteriores en 1987. Dimitió del cargo en 1994 después del golpe de estado de 1994 por parte del Gobierno de Yahya Jammeh y el Consejo Provisionals de las Fuerzas Armadas. Fue uno de los ministros que la Comisión de Investigación del régimen de Jammeh no declaró corrupto.
Después de 1994, continuó trabajando en la FIFA y desempeñó diversos cargos de consultoría para las Naciones Unidas, como director de la U.N.A.M.S.I.L. También trabajó en Kuwait y Qatar en representación de la ONU. Antes de su fallecimiento, Omar vivió entre los Estados donde residen sus hijos y Gambia. También fue asesor político de la FIFA y de la ONU.
Se casó con Khaddijatou Jallow, tía de la entonces esposa del presidente de la Primera República de Gambia, Sir Dawda Jawara. Durante su estancia en Estados Unidos, tuvo cuatro hijos con su esposa: Amadou, Ousainou, Modou e Isha Sey.